# Rally Città di Olbia
Il Rally Città di Olbia è un rally che si corre nei dintorni della città di Olbia con prove su asfalto, valevole per il Challenge 9ª zona.

## Risultati

### Risultati 2007
Si disputa su 3 prove da disputare 3 volte nei territori di Calangianus, Sant'Antonio di Gallura e Olbia.
La prima prova e denominata Catala (Km 10,70) e la strada che da Calangianus porta a Sant'Antonio, un mix di curve e tornanti. La seconda prova e Lovria Avra (Km 8,85) famosa agli appassionati per essere una prove che nel 2004 ha fatto parte del Campionato del Mondo di Rally, l'ultima e la PS Valentino (Km 6,05) ex prova del Costa Smeralda. Molti gli equipaggi al via, più di 80 piloti.

### Classifica finale
| Pos. | Pilota          | Co-pilota            | Auto                  | Tempo   | Distacco |
| ---- | --------------- | -------------------- | --------------------- | ------- | -------- |
| 1.   | Ivan Pisciottu  | Alessandro Silecchia | Renault Clio S1600    | 49'53"2 | 0.0      |
| 2.   | Roberto Bitti   | Paolo Cottu          | Citroex Saxo K10      | 50'46"2 | 53"      |
| 3.   | Ronny Caragliu  | Gianfranco Tali      | Peugeot 306           | 51'18"5 | 1'25"3   |
| 4.   | Gerolamo Deiana | Gianni Pittoru       | Renault Clio Williams | 51'32"4 | 1'39"2   |
| 5.   | Gianni Mannazzu | Carlo Piccinu        | Fiat Punto S1600      | 51'36"9 | 1'43"7   |

### 2008
Si passa ai 2 giorni di gara con due prove che si corrono il sabato pomeriggio: Soliris (ex prova del Costa Smeralda 2003 e WRC 2004) e l'inedita Pedra Bianca nel territorio di Padru, la domenica si torna nelle prove del 2007 Catala e Lovria Avra
| Pos. | Pilota          | Co-pilota          | Auto                           | Tempo   | Distacco |
| ---- | --------------- | ------------------ | ------------------------------ | ------- | -------- |
| 1    | Fabio Angelucci | Massimo Cambria    | Fiat Grande Punto Abarth S2000 | 44'47"2 | 0.0      |
| 2    | Rudy Andriolo   | Mattia Menegazzo   | Renault Clio S1600             | 45'12"7 | 25"2     |
| 3    | Enrico Riccardi | Alberto Contini    | Subaru Spec C                  | 45'34"  | 46"8     |
| 4    | Alessio Santini | Lorenzo Toninelli  | Renault Clio Williams          | 45'53"5 | 1'06"3   |
| 5    | Dario Bigazzi   | Luciano Campanella | Renault Clio RS                | 45'58"4 | 1'11"2   |

### 2009
Prove completamente nuove per l'edizione 2009 della gara caratterizzata dalle condizioni variabili del tempo, sabato le prime 2 speciali la prima nell'agro di Olbia tra Enas e Berchideddu denominata Sa Conca, mentre la seconda Zuighe nei dintorni dell'abitato di Monti. Domenica le speciali da correre son 2 da ripetere tre volte Luogosanto e Liscia caratterizzate da sole e pioggia che rendono la gara avvincente fino all'ultimo.
Ben 3 le S2000 al via, molte le S1600 e gli N4.
| Pos. | Pilota           | Co-pilota            | Auto                     | Tempo   | Distacco |
| ---- | ---------------- | -------------------- | ------------------------ | ------- | -------- |
| 1    | Ivan Pisciottu   | Alessandro Silecchia | Renault Clio S1600       | 40'07"3 | 0.0      |
| 2    | Giuseppe Dettori | Matteo Giovannini    | Mitsubishi Lancer EVO IX | 40'17"2 | 9"9      |
| 3    | Enrico Riccardi  | Alberto Contini      | Subaru Impreza N14       | 40'37"1 | 29"8     |
| 4    | Maurizio Diomedi | Antonello Bosa       | Renault Clio S1600       | 40'46"8 | 39"5     |
| 5    | Sebastiano Putzu | GianMarco Doneddu    | Renault Clio S1600       | 40'56"8 | 49"5     |